# Jonathan Kuminga
Jonathan Malangu Kuminga (Goma, 6 ottobre 2002) è un cestista della Repubblica Democratica del Congo, professionista nella NBA con i G.S. Warriors.

## Inizi e high school
Kuminga inizia a giocare a basket in Congo all'età di due anni. Nel 2016 si trasferisce negli Stati Uniti per iniziare la sua carriera liceale. Kuminga inizia a giocare per la Huntington Prep School di Huntington, West Virginia, prima di trasferirsi per la sua stagione da sophomore alla Our Saviour New American School di Centereach, New York. Kuminga tiene di media 25 punti, 5 rimbalzi e 5 assist, venendo nominato sophomore dell'anno da MaxPreps. Kuminga si trasferisce nuovamente per la stagione da junior, questa volta alla The Patrick School di Hillside, New Jersey. Kuminga conclude la stagione con 16 punti, 5 rimbalzi e 4 assist di media.

## NBA G League

### G League Ignite (2020-2021)
Considerato il miglior prospetto della classe 2021, Kuminga decide di riclassificarsi alla classe 2020. Considerato il terzo miglior giocatore della sua classe da Rivals e il quarto da 247Sports e ESPN, Kuminga decide di firmare un contratto di un anno con il Team Ignite della G League, squadra creata appositamente per sviluppare i migliori talenti liceali, nonostante le numerose offerte ricevute da importanti università di Division I, tra cui Texas Tech, Auburn, Duke e Kentucky.
Debutta nella vittoria contro i Santa Cruz Warriors (squadra affiliata ai Golden State Warriors), realizzando 19 punti, 2 rimbalzi, 4 assist e 2 stoppate. Chiude la stagione con 15,8 punti, 7,2 rimbalzi e 2,7 assist di media, saltando le ultime due partite della stagione, inclusa l'unica gara di playoff, per infortunio.

## NBA

### Golden State Warriors (2021-)
Kuminga viene selezionato dai Golden State Warriors con la settima scelta assoluta al Draft NBA 2021.

## Statistiche
| † | Denota le stagioni in cui ha vinto il titolo |

### NBA G League
| Anno      | Squadra         | PG | PT | MP   | TC%  | 3P%  | TL%  | RP  | AP  | PRP | SP  | PP   |
| --------- | --------------- | -- | -- | ---- | ---- | ---- | ---- | --- | --- | --- | --- | ---- |
| 2020-2021 | G League Ignite | 13 | 13 | 32,8 | 38,7 | 24,6 | 62,5 | 7,2 | 2,7 | 1,0 | 0,8 | 15,8 |
| 2021-2022 | S.C. Warriors   | 7  | 7  | 32,0 | 35,5 | 25,0 | 75,0 | 6,7 | 3,4 | 1,6 | 0,6 | 17,0 |
| Carriera  | Carriera        | 20 | 20 | 32,5 | 37,5 | 24,8 | 66,2 | 7,0 | 3,0 | 1,2 | 0,8 | 16,3 |

### NBA

#### Regular Season
| Anno       | Squadra       | PG  | PT | MP   | TC%  | 3P%  | TL%  | RP  | AP  | PRP | SP  | PP   |
| ---------- | ------------- | --- | -- | ---- | ---- | ---- | ---- | --- | --- | --- | --- | ---- |
| 2021-2022† | G.S. Warriors | 70  | 12 | 16,9 | 51,3 | 33,6 | 68,4 | 3,3 | 0,9 | 0,4 | 0,3 | 9,3  |
| 2022-2023  | G.S. Warriors | 67  | 16 | 20,8 | 52,5 | 37,0 | 65,2 | 3,4 | 1,9 | 0,6 | 0,5 | 9,9  |
| 2023-2024  | G.S. Warriors | 74  | 46 | 26,3 | 52,9 | 32,1 | 74,6 | 4,8 | 2,2 | 0,7 | 0,5 | 16,1 |
| 2024-2025  | G.S. Warriors | 47  | 10 | 24,3 | 45,4 | 30,5 | 66,8 | 4,6 | 2,2 | 0,8 | 0,4 | 15,3 |
| Carriera   | Carriera      | 258 | 84 | 22,0 | 50,7 | 33,2 | 69,6 | 4,0 | 1,8 | 0,6 | 0,4 | 12,5 |

#### Playoffs
| Anno     | Squadra       | PG | PT | MP   | TC%  | 3P%  | TL%  | RP  | AP  | PRP | SP  | PP   |
| -------- | ------------- | -- | -- | ---- | ---- | ---- | ---- | --- | --- | --- | --- | ---- |
| 2022†    | G.S. Warriors | 16 | 3  | 8,6  | 50,0 | 23,1 | 76,9 | 1,7 | 0,5 | 0,2 | 0,1 | 5,2  |
| 2023     | G.S. Warriors | 10 | 0  | 6,1  | 54,2 | 42,9 | 55,6 | 0,9 | 0,5 | 0,2 | 0,0 | 3,4  |
| 2025     | G.S. Warriors | 8  | 1  | 23,4 | 48,4 | 40,0 | 71,0 | 2,5 | 1,3 | 0,5 | 0,5 | 15,3 |
| Carriera | Carriera      | 34 | 4  | 11,4 | 49,7 | 35,6 | 71,2 | 1,6 | 0,7 | 0,3 | 0,2 | 7,0  |

#### Massimi in carriera
- Massimo di punti: 31 vs  Sacramento Kings (25 gennaio 2024)[11]
- Massimo di rimbalzi: 11 vs Milwaukee Bucks (12 marzo 2022)
- Massimo di assist: 6 (3 volte)
- Massimo di palle rubate: 4 vs New Orleans Pelicans (3 marzo 2023)
- Massimo di stoppate: 3 vs Chicago Bulls (14 gennaio 2022)
- Massimo di minuti giocati: 40 vs New Orleans Pelicans (21 novembre 2022)

## Palmarès

### Squadra
- Campionato NBA: 1

Golden State Warriors: 2022

### Individuale

#### High school
- MaxPreps Sophomore of the Year (2019)
- Slam Dunk to the Beach MVP (2019)

## Vita privata
Kuminga è cugino di Emmanuel Mudiay, settima scelta assoluta al Draft 2015 e professionista nella NBA con le maglie di Jazz, Nuggets e Knicks. La lingua madre di Kuminga è il francese, e sta continuando a imparare l'inglese.